# Onthophagus koryoensis
Onthophagus koryoensis là một loài bọ cánh cứng trong họ Bọ hung (Scarabaeidae).